# 澤列涅 (沃洛季米列齊區)
51°30′0″N 26°6′29″E / 51.50000°N 26.10806°E
澤列涅（烏克蘭語：Зелене），是烏克蘭西北部的村莊，隸屬里夫內州的瓦拉什區。該村始建於1932年，面積48.5平方公里，海拔高度158米，2001年人口847，人口密度每平方公里17.5人。